# 浅川嘉富
浅川嘉富（あさかわ よしとみ、1941年 - ）は、日本のオカルト研究家。1965年東京理科大学理学部卒業。1999年大手損害保険会社専務取締役を退任、地球・先史文明研究家に転身。ライフワークとして、中南米などの古代遺跡や辺境の地を調査し、独自の理論を展開している。山梨県出身。特定非営利活動法人自然のめぐみ教室  地球・先史文明研究会 浅川プロジェクト室長

## 主な活動
主な活動は以下のとおり。
- テレビ・ラジオ等に出演する傍ら、全国各地で講演活動を続けている。
- 「超古代文明」、「UFO」、「霊的世界」の研究を生涯のライフワークとして取り組んでいる。またライフワーク完遂のため、「世界の不思議」を求めて、世界各地を探索している。
- インカの遺跡探索のためペルーを訪れたことがきっかけでジャングルに学校を建設する活動に取り組み、既に5校を寄贈。2009年、その様子が日系新聞「ペルー新報」で大きく取り上げられたことから、ペルー在住の日系人の知るところとなり、多くの感謝の言葉が寄せられている。

## 著書
- 『シリウス・プレアデス・ムーの流れ 龍蛇族直系の日本人よ! その超潜在パワーのすべてを解き放て』 ヒカルランド 2011年
- 『龍蛇族探求の原点【イカの線刻石】宇宙的な人類のルーツを告げる驚異の超オーパーツ』 ヒカルランド 2011年
- 『源流レムリアの流れ 世界に散った龍蛇族よ! この血統の下その超潜在力を結集せよ』 ヒカルランド 2011年
- 『[UFO宇宙人アセンション]真実への完全ガイド』（対談 ペトル・ホボット×浅川嘉富） ヒカルランド 2010年
- 『2012年アセンション最後の真実』 学習研究社 2009年
- 『超次元スターピープルの叡智 クラリオンからの伝言』（マオリッツオ・カヴァーロとの共著） 徳間書店 2009年
- 『5次元体験の超衝撃 - フォーカス35』（坂本政道との共著） 徳間書店 2009年
- 『超次元の扉 - クラリオン星人にさらわれた私』（マオリッツオ・カヴァーロ、やよしけいことの共著） 徳間書店 2009年
- 『2012年12月21日に何が起こるのか？』（パトリシア・マーシア著、監訳） 徳間書店 2008年
- 『祈りの島  沖縄・久高島』（自費出版） 2008年
- 『人類と恐竜は共存していた！！』 学習研究社 2008年
- 『5次元入門 - アセンション&アースチェンジ』 徳間書店  2008年
- 『人類と恐竜は共存していた！！』オーパーツ対談 飛鳥昭雄×浅川嘉富 学習研究社 2008年
- 漫画本『古代人類史の真実』 竹書房 2007年
- 『写真集「最後の楽園 PERU」』（大型本）あおば出版 2006年
- 『人間死んだらどうなるの？』 中央アート出版社  2005年
- 『恐竜と共に滅びた文明』 徳間書店 2004年
- 『謎多き惑星地球 上下』 徳間書店 2002年
- 『霊性の目覚め - 超常現象が教えるもの』 近代文芸社 1994年